# Margarita Fullana
Fullana  Riera est un nom espagnol. Le premier nom de famille, en général paternel, est Fullana ; le second, en général maternel, souvent omis, est Riera.
Margarita Fullana Riera, souvent appelée Marga Fullana, née le 9 avril 1971 à Sant Llorenç des Cardassar, est une coureuse cycliste espagnole. Spécialiste du VTT cross-country, elle a remporté trois championnats du monde de la discipline, ainsi que la médaille de bronze aux Jeux olympiques de 2000. Elle a également été deux fois championne du monde en relais par équipes.

## Carrière
À la suite d'un contrôle antidopage positif à l'EPO datant du 30 août 2010, Fullana est suspendue provisoirement par l'UCI le 2 octobre 2010.

## Palmarès

### Jeux olympiques
- Sydney 2000
  -  Médaillée de bronze du VTT cross-country

### Championnats du monde
- Cross-country
  -  Championne du monde en 1999, 2000, 2008
  -   Médaillée de bronze en 1997
- Relais par équipes
  -  Championne du monde en 1999, 2000

### Coupe du monde
- Coupe du monde de cross-country
  - 5e en 1998 (1 manche)
  - 6e en 1999 (2 manches)
  - 4e en 2000 (3 manches)
  - 3e en 2001 (3 manches)
  - 2e en 2002 (3 manches)
  - 5e en 2006
  - 5e en 2007 (1 manche)
  - 3e en 2008 (1 manche)
- Coupe du monde de cross-country contre-la-montre
  - 3e en 2001 (3 manches)

### Championnats d'Europe
- Championne d'Europe de cross-country en 2006, 3e en 1998, 1999, 2003 et 2005
- Médaillée de bronze du relais par équipes en 2003 et 2004

### Championnats d'Espagne
- Championne d'Espagne de cross-country (12) : 1997, 1998, 1999, 2001, 2002, 2003, 2004, 2005, 2006, 2008, 2009 et 2013

## Palmarès sur route
- 1999
  -  Championne d'Espagne sur route

## Palmarès en duathlon
Le tableau présente les résultats les plus significatifs (podium) obtenus sur le circuit international de duathlon depuis 2015.
| Année | Compétition                            | Pays     | Position      | Temps           |
| ----- | -------------------------------------- | -------- | ------------- | --------------- |
| 2016  | Championnat d'Europe de duathlon cross | Roumanie | Médaille d'or | 2 h 33 min 43 s |
| 2015  | Championnat d'Europe de duathlon cross | Espagne  | Médaille d'or | 1 h 53 min 11 s |